# Фиксипелки
Фиксипелки — музыкальный проект, цикл песен, написанных для российского анимационного проекта «Фиксики».
По легенде, фиксипелки — это любимые песни фиксиков, трудолюбивых маленьких человечков, которые живут внутри машин и приборов. Это песни о том, что окружает детей в повседневной жизни: игрушках, спорте, технике, любимых вкусностях, велосипедах и многом другом.
Проект «Фиксипелки» был запущен летом 2011 года. В 2012 поддержан Министерством культуры РФ. Всего в цикле создана 31 оригинальная песня. Кроме того, было выпущено 6 анимационных клипов, в основе которых лежат фиксипелки («Часики», «Интернет», «Пылесос», «Молоко», «Колесо», «Батарейки»). Каждый клип создан с использованием разных анимационных техник: пластилин, стоп-моушн, масляная живопись по стеклу, flash-анимация. Впоследствии эти клипы положили начало другому музыкальному анимационному проекту — «Мультипелки», который выпущен в 2023 году продюсерской компанией «Аэроплан».

## Дискография
| Название                                  | Год выпуска |
| ----------------------------------------- | ----------- |
| Фиксипелки — Любимые песни Фиксиков       | 2011        |
| Фиксипелки 2. 20 любимых песен фиксиков   | 2013        |
| Фиксипелки 3                              | 2016        |
| Фиксики: Большой секрет (Музыка к фильму) | 2017        |
| Фиксики против кработов (Музыка к фильму) | 2019        |
| Фиксики. Зарядись по новому!              | 2021        |
| Фиксипелки 4                              | 2022        |

## Фиксипелки 2. 20 любимых песен фиксиков
Список композиций
| №   | Название                           | Длительность |
| --- | ---------------------------------- | ------------ |
| 1.  | «Тыдыщ!»                           | 2:11         |
| 2.  | «Часики»                           | 2:00         |
| 3.  | «Рюкзак»                           | 2:36         |
| 4.  | «Винтик»                           | 2:17         |
| 5.  | «Пылесос»                          | 2:23         |
| 6.  | «Барабан»                          | 2:22         |
| 7.  | «Самолёт»                          | 2:42         |
| 8.  | «Колесо»                           | 2:20         |
| 9.  | «Помогатор»                        | 2:13         |
| 10. | «Интернет»                         | 2:22         |
| 11. | «Пузово»                           | 2:10         |
| 12. | «Пассатижи»                        | 2:30         |
| 13. | «Батарейки»                        | 1:54         |
| 14. | «Телефон»                          | 1:57         |
| 15. | «Молоко»                           | 2:09         |
| 16. | «Под Новый год»                    | 1:58         |
| 17. | «Ниточка»                          | 2:04         |
| 18. | «Компьютер»                        | 1:58         |
| 19. | «Калейдоскоп»                      | 2:19         |
| 20. | «Кто такие фиксики»                | 1:42         |
| 21. | «Хоккей – наша игра!» (Бонус-трек) | 3:16         |

## Фиксипелки 3
Список композиций
| №   | Название       | Длительность |
| --- | -------------- | ------------ |
| 1.  | «Паровоз»      | 2:43         |
| 2.  | «Брюки»        | 1:19         |
| 3.  | «Шоколадка»    | 2:43         |
| 4.  | «Велосипед»    | 2:43         |
| 5.  | «Пупс»         | 3:06         |
| 6.  | «Санки»        | 2:46         |
| 7.  | «Холодильник»  | 2:28         |
| 8.  | «Бом-тили-бом» | 1:40         |
| 9.  | «Зонтик»       | 2:47         |
| 10. | «Очки»         | 2:58         |

## Создатели
- Автор идеи: Георгий Васильев
- Авторы песен: Георгий Васильев, Юлия Софронова, Александр Софронов, Константин Арбенин, Юлий Буркин, Андрей Козловский, Алина Симонова, Игорь Шевчук, Дина Ротвайн, Алексей Черемисов
- Композиторы: Георгий Васильев, Константин Арбенин, Андрей Козловский, Александр Софронов
- Режиссёры: Васико Бедошвили, Андрей Колпин, Иван Пшонкин, Алексей Науменков, Сергей Меринов, Алексей Будовский
- Аранжировщик: Сергей Сысоев
- Звукорежиссёр: Самвел Оганесян
- Роли озвучивали: Яков Васильев, Георгий Васильев, Андрей Козловский, Юлия Софронова, Ирина Сурина, Николай Фоменко, Лариса Брохман, Арсений Куликов, Анастасия Алексеева, Анастасия Дятлова, Артём Скосарев, Тихон Макаркин
- Продюсерская группа: Георгий Васильев, Борис Машковцев, Юлия Софронова

## Чарты и награды
Компания «СОЮЗ МЬЮЗИК» дважды удостоила платиновым статусом музыкальный альбом «Фиксипелки 2».
«Фиксики» заняли первое место среди исполнителей для детей в рейтинге стримингового сервиса Яндекс. Музыка за 2020 год.
Песня «Кто такие фиксики» выиграла национальную детскую премию «Главные герои» телеканала «Карусель» в номинации «Главная детская песня», 2019 г.
Песня «Рюкзак» (музыка и слова Георгия Васильева и Игоря Шевчука) была удостоена премии «ТЭФИ-KIDS» в номинации «Лучшая музыка для детской программы/сериала/анимационного фильма» в 2019 году.
Фиксипелка «Помогатор» заняла первое место в номинации «Лучшая песня российского анимационного фильма» (премия «Мультимир», 2019 год).
| Часть        | Чарты                               | Год                   | Место |
| ------------ | ----------------------------------- | --------------------- | ----- |
| Фиксипелки 2 | Ozon.ru Музыка (ТОП-10 бестселлеры) | 6 ноября 2018 (18:45) | 2     |